# Felimida krohni
Felimida krohni es una especie de molusco gasterópodo de la familia Chromodorididae.

## Descripción
Su coloración varía desde el blanco pálido hasta el violeta. Presenta tres bandas dorsales de color blanco o amarillento, las exteriores se unen en la zona posterior, así como manchas amarillas de pequeño tamaño.
Alcanza una longitud máxima de 2,8 cm, pero normalmente su tamaño oscila entre 1 y 1,5 cm.

## Distribución y hábitat
Se distribuye por el mar Mediterráneo y la costa atlántica europea.
Se encuentra desde los 10 m hasta unos 50 m de profundidad, principalmente en lugares con sombra en fondos rígidos y en lechos de Posidonia oceanica.